# سیارک ۱۷۹۷۲
سیارک ۱۷۹۷۲ (به انگلیسی: 17972 Ascione، نامگذاری:1999JH51) هفده هزار و نهصد و هفتاد و دومین سیارک کشف شده‌است که در ۱۰ مه ۱۹۹۹ کشف شد.
قدر مطلق سیارک برابر ۱۶.۲ است.